# Henry Beckman
Henry Beckman (Halifax, 26 november 1921 – Barcelona, 17 juni 2008) was een Canadees acteur.
Beckman begon zijn carrière met gastrollen in televisieseries en kleine rollen in films als Niagara (1953), The Wrong Man (1956) en Breakfast at Tiffany's (1961).
Na een terugkerende rol in Flash Gordon, had hij gastrollen in onder andere The New Breed, Route 66, Have Gun - Will Travel, Twilight Zone en My Favorite Martian.
Na kleine rollen in Dead Ringer (1964), Marnie (1964) en Kiss Me, Stupid (1964), belandde hij in de soapserie Peyton Place. Hierin speelde hij de agressieve vader van Betty Anderson, die werd gespeeld door sekssymbool Barbara Parkins.
Hierna belandde Beckman, na gastrollen in onder andere The Munsters, Perry Mason, The Andy Griffith Show, The Virginian, Bewitched, The Monkees en I Dream of Jeannie in 1968 in de serie Here Come the Brides.
Na deze rol was hij in de jaren 70 te zien in Funny Face. Hieropvolgend had hij nog gastrollen in Barney Miller, The Six Million Dollar Man, Happy Days, Fantasy Island, Welcome Back, Kotter, The Rockford Files, Quincy, M.E., Fame, St. Elsewhere, MacGyver, The Outer Limits en The X-Files.
Beckman bleef door de jaren heen actief op de televisie en in de film. Zijn laatste optreden maakte hij in 2002. Op 17 juni 2008 overleed hij op 86-jarige leeftijd.
- Biblioteca Nacional de España: XX1737442
- Bibliothèque nationale de France: cb141541601 (data)
- Gemeinsame Normdatei: 1098579658
- International Standard Name Identifier: 0000 0001 1447 6243
- Library of Congress Control Number: n78060991
- Virtual International Authority File: 71601485
- WorldCat: E39PBJg4kmhX3qW4vfXvktcgKd